# جانوران (آلبوم پینک فلوید)
جانوران (به انگلیسی: Animals) نام دهمین آلبوم استودیویی پینک فلوید، گروه پراگرسیو راک بریتانیایی است. این آلبوم مفهومی در ژانویه سال ۱۹۷۷ عرضه شد و نقدی سوزان از وضعیت سیاسی اجتماعی بریتانیا در دههٔ ۱۹۷۰ میلادی ارائه کرد.
گروه در این آلبوم سبکی متفاوت‌تر نسبت به کارهای قبلی خود ارائه کرد. این آلبوم در سال ۱۹۷۶ در استودیویی متعلق به خودِ گروه با نام بریتانیا رو، در لندن ضبط شد. نشانه‌های اولیهٔ اختلاف در گروه با انتشار این آلبوم رقم خورد و اوج این اختلافات در سال‌های بعد با جداشدن نوازندهٔ کیبورد گروه، ریچارد رایت از گروه، بیشتر بروز پیدا کرد.
عکس روی جلد این آلبوم یک خوک شناور را در حال پرواز بین دو دودکش نیروگاه بترسی انگلیس نمایش می‌دهد که توسط راجر واترز، نوازندهٔ گیتار بیس و ترانه‌سرای گروه، با همکاری طولانی مدت گروه طراحی هیپ‌نُسیس در عکاسی جلد به وجود آمد.
پس از منتشر شدن آلبوم، نقدهای مناسبی را در بریتانیا دریافت کرد و توانست در جایگاه دوم جدول فروش قرار بگیرد، همچنین آلبوم در ایالت متحده آمریکا موفقیت نسبی بدست آورد و به جایگاه سوم بیلبورد ۲۰۰ رسید و گرچه تنها شش ماه در جدول فروش باقی‌ماند، اما توانست به‌طور پیاپی توسط آرآی‌ای‌ای ۴بار گواهی پلاتین را از آن خود کند.
بعد از انتشار آلبوم، گروه تورهایی تحت عنوان بشخصه را در حمایت از آلبوم خود برگزار کرد. اندازهٔ مکان‌هایی که گروه در آنجا به اجرا می‌پرداخت، به‌همراه حادثه‌ای که برای واترز با تعدادی از هواداران پیش آمد و باعث شد وی به سمت یکی از آن‌ها آب‌دهان پرت کند، دست در دست هم داد تا وی مفهومی جدید را در ذهنش بپروراند و آلبوم دیوار را همراه با پینک فلوید منتشر کند.

## پیش‌زمینه
در سال ۱۹۷۵ پینک فلوید یک ساختمان سه طبقه را در اسلینگتون لندن خریداری کرد. قرارداد آن‌ها با کمپانی ئی‌ام‌آی برای استفادهٔ از زمان نامحدود استودیویی به دلیل کاهش درصد فروش؛ منقضی شده بود و از این رو آن‌ها یک ساختمان را به استودیو ضبط تبدیل کردند. این ساخت و ساز بیشتر در ۱۹۷۵ انجام شد و در آوریل ۱۹۷۶ گروه کار بر روی دهمین آلبوم استودیویی خود، جانوران، را از سر گرفت.

## مفهوم آلبوم

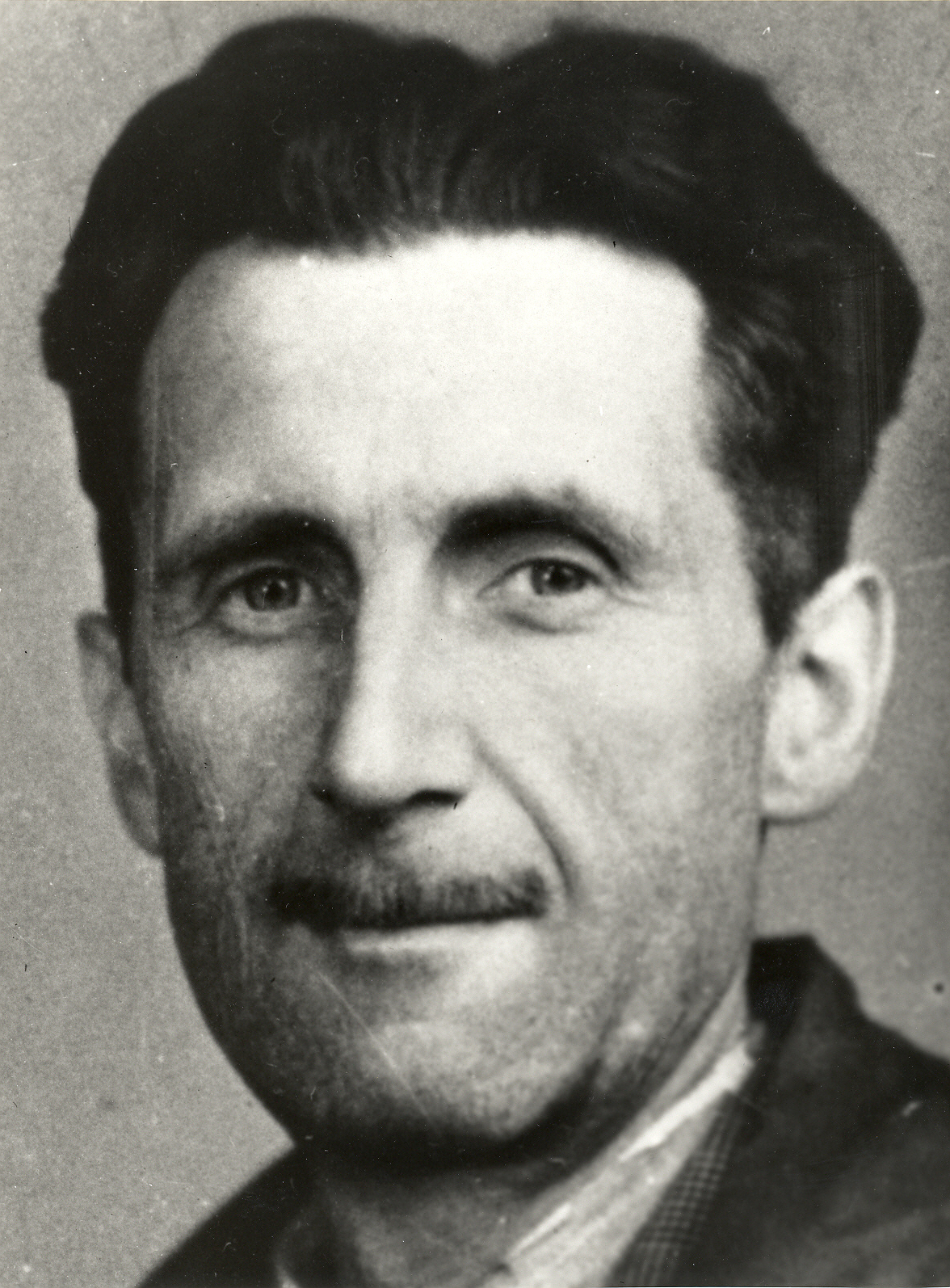
مفهوم آلبوم از کتاب مزرعه حیوانات جورج اورول الهام گرفته‌است.

ایدهٔ ساخت آلبوم جانوران پینک فلوید توسط راجر واترز داده شد، وی برپایهٔ رمان معروف جورج اورول به نام مزرعه حیوانات این آلبوم را ایجاد کرد و قشرهای مختلف جامعه را به‌طور ناشناس در سه سطح معرفی می‌کند: سگ‌های جنگجو، خوک‌های ظالم و مستبد و گوسفندهای بی‌فکر. در رمان مزرعه حیوانات تمرکز اصلی روی استالینیسم است؛ اما در این آلبوم راجر واترز نظام سرمایه‌داری را نقد می‌کند و در طی آلبوم این گوسفندان هستند که در نهایت بر سگ‌ها برتری می‌یابند.
این آلبوم از توسعهٔ مجموعه آهنگ‌های منتشر نشدهٔ قبلی به یک مفهوم یکدست ایجاد شده‌است که از قول گلن پاوی، نویسندهٔ کتاب پژواک‌ها:تاریخچهٔ کاملی از پینک فلوید، توصیف آشکاری از فساد و فروپاشی اخلاقی و اجتماعی جامعه‌است که در آن وضعیت انسان به وضعیت جانوران تشبیه می‌شود.
به غیر از نقد از وضعیت جامعه، این آلبوم به جنبش پانک راک نیز واکنش نشان می‌دهد که در آن مقطع به عنوان یک بیان پوچ‌گرا در برابر وضعیت‌های اجتماعی سیاسی غالب در جامعه، و همچنین یک واکنش به خودخشنودی و نوستالژی عمومی که بر موسیقی راک ظاهر شده بود، سر بلند کرده بود. از این رو پینک فلوید یک هدف واضح و در تیررس موسیقی‌دانان پانک بود، نمونه‌ای از این دست موسیقیدانان جانی روتن بود؛ کسی که بر روی تیشرت پینک فلوید جملهٔ «از پینک فلوید متنفرم» را نوشته بود. با این حال نوازندهٔ درامز گروه، نیک میسن، از جنبش پانک راک استقبال کرد و به آن‌ها خوش‌آمد گفت و آن را یادآور روزهایی می‌دانست که پینک فلوید به صورت زیرزمینی فعالیت می‌کرد، از همان‌جایی که پینک فلوید رشد کرده بود. میسن در سال ۱۹۷۷ و در دومین آلبوم گروه پانک راک دامند در بریتانیا رو به عنوان تهیه‌کننده همکاری کرد.
مارک بلیک در کتاب ۲۰۰۸ خود با نام خلسه دلپذیر؛ آهنگ «سگ‌ها» را شاملِ یک سِری از بهترین کارهای دیوید گیلمور می‌داند، او معتقد است که گرچه گیلمور در تنها آهنگ آلبوم به عنوان خواننده اصلی حضور دارد؛ امّا خوانندگی او «انفجاری» است. گیلمور در یک مصاحبه در سال ۲۰۰۸ گفته بود که نود درصد آهنگ «سگ‌ها» به او تعلق دارد و چون این آهنگ تقریباً نیمی از آلبوم را تشکیل می‌دهد از این رو مشارکت خود در آلبوم را ناچیز نمی‌دید.
در این آهنگ ریچارد رایت هم مشارکت قابل ذکری دارد، وی از صداهای سینث‌سایزر که مانند آن در آلبوم کاش اینجا بودی استفاده شده بود، بهره جست.
آهنگ «خوک‌ها (سه خوک جورواجور)» از لحاظ شنیداری مانند آهنگ «دودی بگیر» است؛ قطعه‌ای سرتاسر بلوزی که گیلمور در این آهنگ بیس نیز می‌نوازد. آهنگ «خوک‌ها (سه خوک جورواجور)» به صورت صریح خلقیات مری وایت‌هاوس، از فعالان اجتماعی انگلیسی، را مورد هدف قرار می‌دهد و او در متن آهنگ؛ همراه با چیزهای دیگر؛ به یک موش تشبیه می‌شود که به خانه‌اش می‌نازد.
آهنگ «گوسفند» شامل یک ویرایش تغییریافته از کتاب مزمور ۲۳ است که این تغییر؛ در ادامهٔ جملهٔ «خداوند چوپان من است» بدین صورت می‌آید: «او مرا بر قلاب‌های بلند آویزان می‌کند، مرا به کتلت گوشت گوسفند تبدیل می‌کند». با جلوتر رفتن آهنگ، گوسفندها برمی‌خیزند و سگ‌ها را می‌کشند؛ اما بعد از آن به خانه‌های خودشان برمی‌گردند. با وجود خشم در سه آهنگ دیگر؛ آلبوم با بخش دوم آهنگ «خوک‌های بال‌دار»، یک ترانهٔ عاشقانه همراه با اندکی از امید، به پایان می‌رسد که از روابط عاشقانه میان واترز و دوست‌دخترش الهام می‌گیرد.

## مراحل ضبط
بمانند آلبوم قبل گروه، کاش اینجا بودی، در این آلبوم نیز از برایان هامفریس به عنوان مهندس صوت استفاده شد. ضبط آلبوم طی ماه‌های آوریل تا دسامبر ۱۹۷۶ در بریتانیا رو انجام شد و تا اوایل ۱۹۷۷ نیز مراحل ضبط ادامه داشت.
دو آهنگ «Raving and Drooling» و «You've Got to Be Crazy» که گروه به صورت زنده در تورهای ۱۹۷۴ خود اجرا می‌کرد و برای آلبوم کاش اینجا بودی درنظرگرفته شده بودند؛ به ترتیب با نام‌های «گوسفند» و «سگ‌ها» در این آلبوم به چشم می‌خورند. این دو آهنگ برای تناسب با مفهومِ جدیدی که پایه‌ریزی شده بود، مورد بازبینی قرار گرفتند و با طرح‌ریزی واترز برای آلبومِ جدید؛ آهنگ «خوک‌ها (سه خوک جورواجور)» مابین این دو آهنگ قرار گرفت. به غیر از آهنگ «سگ‌ها» که با همکاری واترز و گیلمور ساخته شد، باقی آهنگ‌ها توسط واترز سروده و ساخته شده‌است. آهنگ «خوک‌های بال‌دار» به دو بخش تقسیم شد و از آنجایی که حق‌امتیازها برمبنای تعداد آهنگ‌ها درنظرگرفته می‌شد؛ واترز در نیمهٔ اول آلبوم نیز سهم بیشتری نسبت به گیلمور داشت، این در حالی است که بیشتر طرف اول آلبوم را؛ آهنگ «سگ‌ها» پر می‌کند. آهنگ «خوک‌های بال‌دار» اشاره‌هایی به زندگی خصوصی واترز و دلبستگی‌های عاشقانهٔ جدید او و کارولاین آنه کریستی (کسی که بعداً با راک اسکالی مدیر گرتفول دد ازدواج کرد).
گیلمور در این دوره بیشتر به تولد اولین فرزندش معطوف بود و در مسیر حرکت آلبوم؛ کمتر مشارکت کرد. رایت و میسن نیز برخلاف آلبوم قبلی؛ مشارکت کمتری در آلبوم جانوران داشتند، و جانوران نخستین آلبوم پینک فلوید بود که نام ریچارد رایت به عنوان ترانه‌سرا در آن دیده نمی‌شود.
گروه برای تورهای آینده؛ استخدام یک نوازنده گیتار دیگر را مورد بحث قرار داده بود. از این رو اسنوی وایت به استودیو دعوت شد. واترز و میسن یکی از سولوهای کامل‌شده توسط گیلمور را سهواً پاک کرده بودند، از وایت خواستند که یک سولو برای آهنگ «خوک‌های بال‌دار» ضبط کنند. هرچند که این اجرای وایت در عرضهٔ آلبوم در قالب وینیل کنارگذاشته شد؛ اما در ویرایش نوار ۸آهنگی قرار گرفت. وایت بعداً در تورها نیز با گروه به اجرا می‌پرداخت.
میسن به یاد می‌آورد که دورهٔ ضبط آلبوم جانوران نسبت به آلبوم کاش اینجا بودی برای او لذت‌بخش‌تر بوده‌است.

## جلد آلبوم

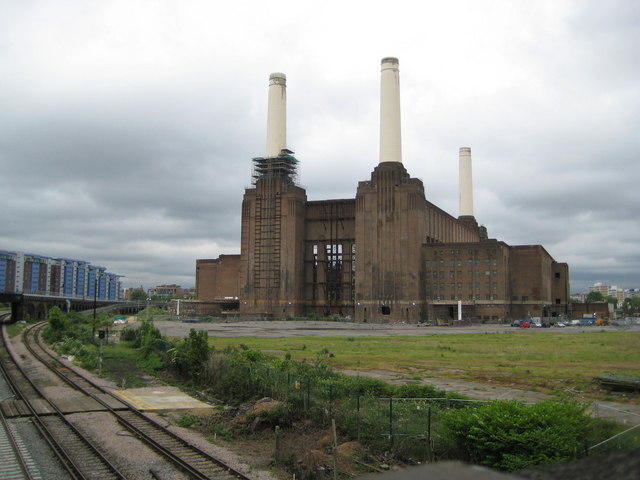
نیروگاه بترسی که در طرح جلد آلبوم از آن استفاده شده‌است.

با کامل‌شدن آلبوم، کار بر روی طراحی جلد آلبوم آغاز شد. گروه طراحی هیپنُسیس، طراح جلد آلبوم‌های قبل گروه، سه پیشنهاد برای طرح جلدِ آلبوم ارائه کرده بود، یکی از این پیشنهادها این بود که یک بچهٔ کوچک وارد اتاق‌خواب پدر و مادر خود می‌شود تا به رابطهٔ جنسی میان آن‌ها پی ببرد: «مقاربت جنسی مانند جانوران!»
مفهوم نهایی برای طرح جلد که قدری غیرمعمول بود؛ توسط واترز طراحی شده بود که در زمانی که او نزدیک کلافم کامن زندگی می‌کرد و به‌طور مرتب از کنار نیروگاه بترسی، که در آن زمان به پایان عمر مفید خود نزدیک می‌شد، رفت‌وآمد می‌کرد. یک نما از این نیروگاه برای طرح جلد انتخاب شد. گروه به شرکت آلمانی، بالون فابریک، و هنرمند استرالیایی، جفری شاو، سفارش داد تا یک بالن خوک مانند (شناخته می‌شود به عنوان Algie) به طول ۳۰ فوت (۹٫۱ متر) را ایجاد کنند. بالون با گاز هلیم پر از باد شده بود و در ۲ دسامبر جهت مانور، به مکانِ مورد نظر آورده شد. صفی از افراد آموزش‌دیده و حرفه‌ای هم آماده بودند تا بالن از دستشان در نرود. شرایط جوّی مناسب نبود و کار در آن روز انجام نشد و مدیر پینک فلوید، استیو ارورک، از رزرو این افراد برای روز بعد غفلت کرده بود. بالون از مهارگاه رها و از دیدگان نیز محو گشت. سرانجام بالون در زمین یک کشاورز اهل کنت فرود آمد که به نظر خشمگین هم می‌آمد، زیرا موجب ترس گاو او شده بود.
تصویربرداری از بالون در روز سوم نیز ادامه یافت، اما عکس‌های قبلی‌تر از نیروگاه بهتر به نظر می‌رسید و در نهایت تصویری از یک خوک روی یکی از آن عکس‌ها منطبق شد.
در فیلم کوتاهی که توسط دنی بویل برای مراسم المپیک ۲۰۱۲ لندن ساخته شده بود، در قسمت‌هایی از آن یک خوک شناور بر بالای نیروگاه بترسی قابل مشاهده‌است.

## انتشار و بازخورد
| بررسی انتقادی  | بررسی انتقادی |
| منبع           | رتبه‌بندی      |
| -------------- | ------------- |
| آل‌میوزیک       | [ ۲۴ ]        |
| رابرت کریستگیو | ب مثبت        |
| پیچفورک مدیا   | ۱۰ از ۱۰      |
| رولینگ استون   | نامطلوب       |

آلبوم در ۲۳ ژانویه ۱۹۷۷ در بریتانیا؛ و در ۱۲ فوریه نیز در ایالات متحده منتشر شد. در بریتانیا به جایگاه دوم رسید و در ایالت متحده نیز به جایگاهی بهتر از سوم نرسید.
آلبوم دو روز بعد از اعلام کپیتال ردیو نسبت به د پینک فلوید استوری و یک کنفرانس خبری که دو روز پیش‌تر برگزار شده بود؛ انتشار یافت.
پس ار انتشار، منتقدین به بررسی آلبوم پرداختند. ان‌ام‌ئی آلبوم را افراطی، بی‌گذشت و بی‌رحم و شمایل‌شکن مطلق می‌دانست. کارل دالاس، منتقد ملودی میکر، آلبوم را «چشش عذاب‌آور حقایق در رسانه در چند سال اخیر دانست، به شکل فزاینده‌ای خواب‌آور…» توصیف کرد. فرانک رز از رولینگ استون آلبوم پینک فلوید در این سال را طعنه‌امیز و غم‌افزا می‌دید و پیامشان را هم خسته‌کننده و بی‌معنی می‌پنداشت؛ در مجموع هم آلبوم را نامطلوب ارزیابی کرد.
نیک میسن در سال ۲۰۰۴ در کتاب خودزندگی‌نامه خود پشت و رو می‌گوید این آلبوم خشونت بسیار بیشتری نسبت به کارهای پیشین پینک فلوید دارد. او می‌گوید: «ممکن است این ویژگی به دلیل شرایط کاری شبیه به کارگری درون استدیو به وجود آمده باشد». او آلبوم را یک‌جور واکنش ناخودآگاه به اتهام‌هایی از سوی سبک پانک راک می‌دید که گروه‌هایی مانند پینک فلوید را با لقب «دایناسور راک» خطاب می‌کردند.
آلبوم جانوران گواهی چهاربار پلاتین را از آرآی‌اِی‌اِی دریافت کرده‌است.

### انتشار مجدد
در ابتدا آلبوم توسط هاروست رکوردز در بریتانیا، و توسط کلمبیا رکوردز در ایالات متحده منتشر شد. جانوران سال ۱۹۸۵ در بریتانیا و ۱۹۸۷ در ایالات متحده در قالب لوح فشرده منتشر شد. در سال ۱۹۹۴، آلبوم به صورت لوح فشردهٔ رمسترشدهٔ دیجیتالی و با طرح جلدی جدید بازانتشار یافت، همچنین نسخه‌ای محدود و رمستر شده در قالب وینیل در سال ۱۹۹۷ منتشر شد؛ نسخه‌ای از آلبوم در همان سال و در سالگرد انتشارِ آلبوم در ایالات متحده عرضه شد و به دنبال آن در سال ۲۰۰۰ نیز؛ آلبوم توسط کپیتال رکوردز دوباره منتشر شد.
آلبوم در مجموعه‌های جعبه‌ای بدرخش، آهان، راستی و اکتشاف نیز قرار گرفته‌است.

### تور

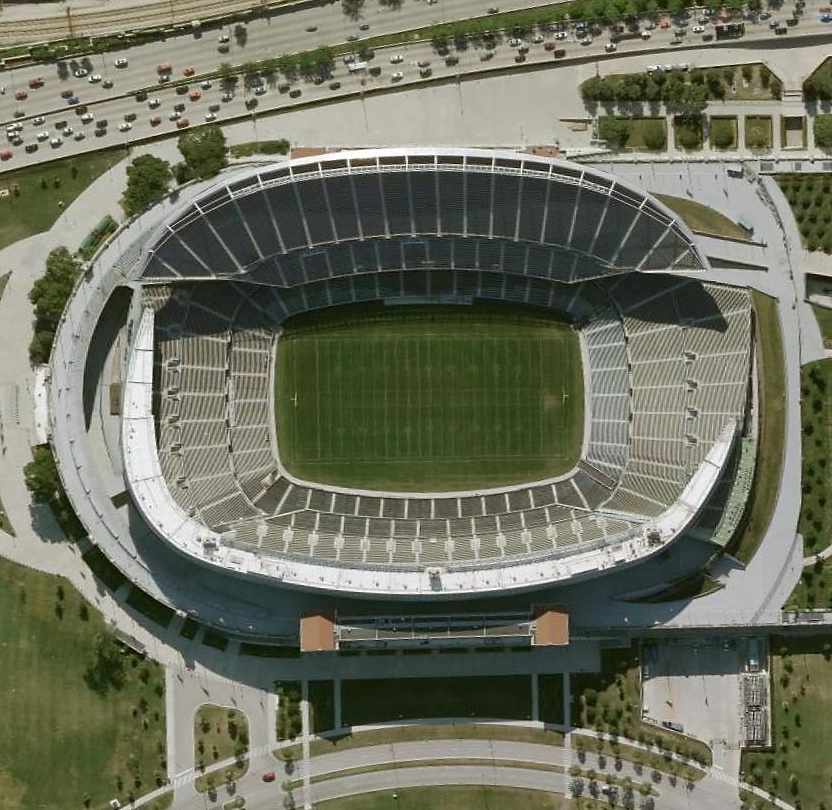
نمای بالایی از ورزشگاه سلجر فیلد واقع در شیکاگو. گروه در تورِ بشخصه (۱۹۷۷) در این ورزشگاه به اجرا پرداخت.

این آلبوم، موضوعِ اصلی تورهای بشخصه شده بود. تور/کنسرتی که همان روزِ انتشارِ آلبوم در دورتموند آغاز شده بود. برگزاری این تور، ماه فوریه در اروپا، ماه مارس در بریتانیا، مدت سه هفته در ایالات متحده (آوریل و می) و سه هفتهٔ دیگر نیز در ماه‌های ژوئن و ژوئیه در ایالات متحده ادامه یافت. در هنگام اجراهای گروه خوک‌های بادکنکی بر فراز جمعیت به حالت شناور به حرکت درآورده می‌شدند و برای اجراهای دیگر نیز با خوک‌های بدلی (اما قابل انفجار) جایگزین می‌شدند.
برای تورهای این آلبوم، دو نوازندهٔ فصلی؛ با نام‌های اسنوی وایت و دیک پری به گروه اضافه شدند. اما در این دوره روابط میان اعضای گروه شوریده شده بود. واترز به تنهایی خود را به مکان اجرا می‌رساند و به محض اینکه اجرای گروه به سر می‌رسید، صحنه را ترک می‌کرد. رایت هم در یک زمان به انگلستان عزیمت کرد و تهدید کرد که از گروه جدا می‌شود. ظرفیت سالن‌ها نیز برای گروه یک مسئله بود، مسئولین برگزاری ادعا می‌کردند که به میزانِ ۶۷۰۰۰ نفر در ورزشگاه سلجر فیلد فروش داشته‌اند، اما واترز و اُروک به این رقم مشکوک بودند. آن‌ها یک وکیل، عکاس و بالگرد را استخدام کرده، و فهمیده بودند که تعداد حضار ۹۵۰۰۰ نفر بوده و یک کمبود مالی به ارزش ۶۴۰٬۰۰۰ دلار وجود دارد.
پایان این تور به مرحله‌ای کم ارزش برای گیلمور تبدیل شده بود. او گمان می‌برد که تمام موفقیت‌هایی که به دنبالش بودند را بدست آورده‌اند و چیز دیگری در جلویشان وجود ندارد که بخواهند به آن بنگرند. در ژوئیه ۱۹۷۷ - روز آخر در ورزشگاه المپیک مونترآل - گروهی از هواداران پر سروصدا و هیجان‌زده که در ردیف اول حضار جا گرفته بودند؛ واترز را خشمگین کردند و وضع را بجایی کشاندند که واترز به صورت یکی از آن‌ها آب دهان پرت کرد. واترز از اجرا در استادیوم‌ها با تعداد حضار زیاد دپرس شده بود و از آن‌سو گیلمور نیز اجرا در سالن‌های کوچک‌تر که گروه قبل اجرا می‌کرد امتناع می‌کرد.
واترز بعدها با باب ارزین از حس بیگانگی‌اش در این تور سخن گفت و اینکه چگونه او گاهی‌اوقات احساسی شبیه به ایجاد یک دیوار برای جداکردن خود از حضار را داشته‌است. ماجرای پرتاب آب‌دهان بعدها پایه‌گذار مفهوم جدیدی شد و با آن مفهوم یکی از موفق‌ترین آلبوم‌های گروه با نام دیوار شکل گرفت.

## فهرست ترانه‌ها
متن همهٔ ترانه‌ها توسط راجر واترز نوشته شده‌است.
| سمت نخست | سمت نخست              | سمت نخست            | سمت نخست      | سمت نخست |
| شماره    | نام                   | آهنگساز             | خواننده       | مدت      |
| -------- | --------------------- | ------------------- | ------------- | -------- |
| ۱.       | «خوک‌های بال‌دار بخش ۱» | واترز               | واترز         | ۱:۲۵     |
| ۲.       | «سگ‌ها»                | دیوید گیلمور، واترز | گیلمور، واترز | ۱۷:۰۳    |

| سمت دوم | سمت دوم                   | سمت دوم | سمت دوم | سمت دوم |
| شماره   | نام                       | آهنگساز | خواننده | مدت     |
| ------- | ------------------------- | ------- | ------- | ------- |
| ۱.      | «خوک‌ها (سه خوک جورواجور)» | واترز   | واترز   | ۱۱:۲۵   |
| ۲.      | «گوسفند»                  | واترز   | واترز   | ۱۰:۲۵   |
| ۳.      | «خوک‌های بال‌دار بخش ۲»     | واترز   | واترز   | ۱:۲۳    |

## جایگاه فروش در کشورها
| جدول              | مکان | منبع‌ها         |
| ----------------- | ---- | -------------- |
| بریتانیا          | ۲    | [ ۲۸ ] [ ی ۸ ] |
| بیلبورد ۲۰۰       | ۳    | [ ۲۸ ] [ ی ۹ ] |
| جدول فروش اتریش   | ۲    | [ ۳۷ ]         |
| جدول فروش فرانسه  | ۱۷۱  | [ ۳۷ ]         |
| جدول فروش سوئد    | ۳    | [ ۳۷ ]         |
| جدول فروش نروژ    | ۲    | [ ۳۷ ]         |
| جدول فروش نیوزلند | ۱    | [ ۳۷ ]         |

## دست‌اندرکاران
| پینک فلوید - دیوید گیلمور - گیتارها، گیتار بیس، تاک باکس، سینث‌سایزر، خواننده در نیمه اول «سگ‌ها» - نیک میسن - درام، پرکاشن - راجر واترز - گیتار بیس، خواننده اصلی در تمام آهنگ‌ها به جز نیمه اول «سگ‌ها»، گیتار آکوستیک و گیتار ریتم - ریچارد رایت - ارگ هموند، پیانو برقی ورلیتز، پیانو برقی فندر رودز، هونر کلاوینت، پیانو، سینث‌سایزر، خواننده زمینه | گروه تولید - پینک فلوید - برایان هامفریز - مهندسی صوت - جیمز گاتری - رمسترینگ - راجر واترز - طرح جلد - استورم تورجرسن - طرح جلد (سازمان‌دهنده) - اوبری پاول - طرح جلد (سازمان‌دهنده)، عکاسی - نیک میسن - گرافیک - پتر کریستوفرسن - عکاسی - هاوارد بارتروپ - عکاسی - نیک تاکر - عکاسی - باب‌الیس - عکاسی - راب بریمسون - عکاسی - کالین جونز - عکاسی - ای.آ.جی. آمستردام - طرح خوک‌های بادکنکی - داگ ساکس - رمسترینگ - اسنوی وایت - گیتار لید در «خوک‌های بال‌دار» (تنهادر ویرایش کارتریج ۸-آهنگه) |

## یادداشت
1. ↑  پاوی (۲۰۰۷) می‌نویسد که در ۲۱ ژانویه منتشر شد، میسن (۲۰۰۵) می‌نویسد که در ۲۸ ژانویه منتشر شد
2. ↑  EMI CDP 7461282
3. ↑  Columbia CK 34474
4. ↑  EMI CD EMD 1060
5. ↑  EMI EMD 1116
6. ↑  Columbia CK 68521
7. ↑  Capitol CDP 724382974826
8. ↑  EMI Harvest SHVL 815 (vinyl album)
9. ↑  Columbia JC 34474 (vinyl album)